# Oberlausitzer hede- og sølandskab
Oberlausitzer hede- og sølandskab   (også . . . distrikt  eller . . . sø område ,  tysk: Oberlausitzer Heide- und Teichgebiet ) er en naturregion i Sachsen. Den løber fra en linje mellem Wittichenau og Kamenz i omkring 60 kilometer i øst-vestlig retning indtil floden Neisse. Afstanden mellem de tilgrænsende naturregioner i det Oberlausitzer gefilde og Østlige Øvre Lausitz mod syd og Muskau hede og det Oberlausitzer mineområde mod nord er mellem 15 og 20 kilometer.
Landskabet er en overgangszone mellem den bakkede sydlige del af Øvre Lausitz og Nedre Lausitz . Dens centrale del omfatter biosfærereservatet Oberlausitzer hede- og sølandskab, hvis kernezone er et naturreservat.
Regionen er en del af en smeltevandsdal eller urstromtal fra Saale-istiden. Dalsand tæt på grundvandsspejlet i højder mellem 130 og 150 meter veksler med strækninger af dalbund over 500 meter brede og kun få meter lavere. Tørre områder ligger ved siden af vandlidende eller endda moseområder.
Næsten 10 % af arealet består af 335 damme, hvilket gør Oberlausitzer hede- og sølandskab til det største økonomisk udnyttede damområde i Europa.
En del af det oprindelige landskab blev ødelagt af brunkulsudvinding omkring Boxbergværket, men de efterladte gruber er blevet oversvømmet og udgør nu en ny del af landskabet.
Den potentielle naturlige vegetation (pnV) er birke- ege- og fyreskove med elle- og askeskove i åengene.